# Alain Besançon
Alain Besançon (ur. 25 kwietnia 1932 w Paryżu, zm. 9 lipca 2023) – historyk, politolog i sowietolog francuski.
Odznaczony został Krzyżem Oficerskim Legii Honorowej (2006) oraz Krzyżem Komandorskim Orderu Zasługi Rzeczypospolitej Polskiej (2007).

## Publikacje
- Le Tsarévitch immolé, 1967.
- Histoire et expérience du moi, 1971.
- Entretiens sur le Grand Siècle russe et ses prolongements (en collaboration), 1971.
- Éducation et société en Russie, 1974.
- L'Histoire psychanalytique, une anthologie, 1974.
- Être russe au XIXe siècle, 1974.
- Court traité de soviétologie à l'usage des autorités civiles, militaires et religieuses, 1976 (préface de Raymond Aron) - "Krótki traktat sowietologiczny", wyd. polskie Krakowskie Towarzystwo Wydawnicze, Kraków 1986 (II obieg).
- Les Origines intellectuelles du léninisme, 1977.
- La Confusion des langues, 1978.
- Présent soviétique et passé russe, Livre de poche, Paris, 1980 (réédité : Hachette, Paris, 1986).
- Anatomie d'un spectre : l'économie politique du socialisme réel, Calmann-Lévy, Paris, 1981.
- Courrier Paris-Stanford (en collaboration), 1984.
- La Falsification du bien, Soloviev et Orwell, 1985.
- Une génération, Julliard, 1987.
- Vendredis, 1989.
- L'Image interdite, une histoire intellectuelle de l'iconoclasme, 1994.
- Trois tentations dans l'Église, 1996.
- Aux sources de l’iconoclasme moderne, 1998.
- Le Malheur du siècle : sur le communisme, le nazisme et l'unicité de la Shoah, Fayard, 1998, 166 p.
- Émile et les menteurs, 2008.
- Cinq Personnages en quête d'amour. Amour et religion, 2010.
- Sainte Russie, 2012 - "Święta Ruś", wyd. polskie Teologia Polityczna, Warszawa 2012.
- Le Protestantisme américain. De Calvin à Billy Graham, 2013.
- Problèmes religieux contemporains, Éditions de Fallois, 2015 - "Współczesne problemy religijne", wyd. polskie Teologia Polityczna, Warszawa 2017.
- Contagions. Essais 1967-2015, Les Belles Lettres, 2018.